# Robert Sissons
Robert Sissons (Stockport, 1988. szeptember 29.) angol labdarúgó, jelenleg a Droylsden FC középpályása. Játszott az angol U17-es és U18-as válogatottban is.

## Külső hivatkozások
- Robert Sissons pályafutásának statisztikái a Soccerbase oldalon (angolul)

- Profilja az ESPNsoccernet-en Archiválva 2007. augusztus 21-i dátummal a Wayback Machine-ben